# Mesosemia metope
Mesosemia metope är en fjärilsart som beskrevs av William Chapman Hewitson 1859. Mesosemia metope ingår i släktet Mesosemia och familjen Riodinidae. Inga underarter finns listade i Catalogue of Life.

## Bildgalleri

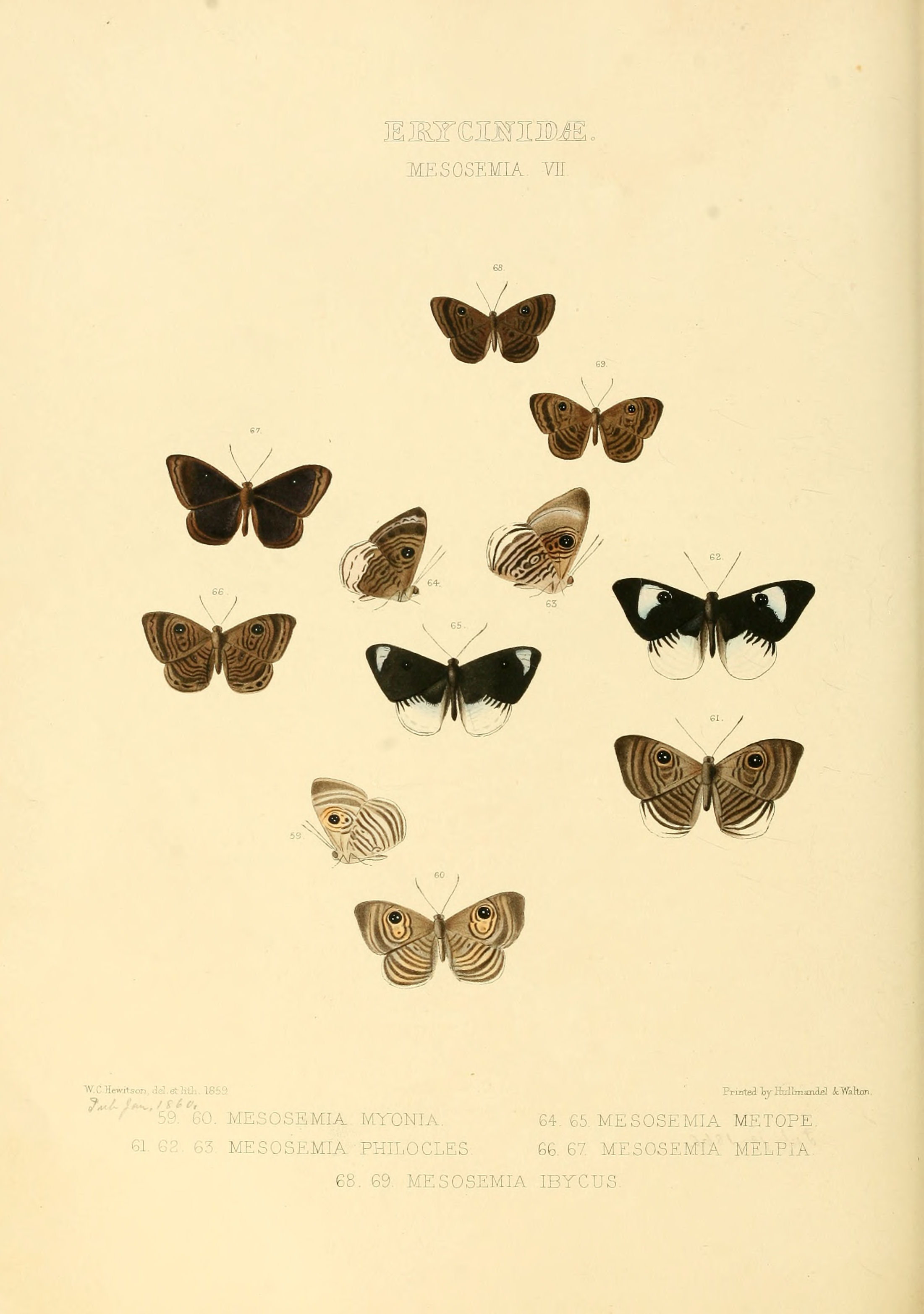